# Ärla kyrka
Ärla kyrka är en kyrkobyggnad som tillhör Stenkvista-Ärla församling i Strängnäs stift. Kyrkan ligger omkring sju kilometer sydväst om orten Ärla i Eskilstuna kommun.

## Kyrkobyggnaden
Tidigare kyrkobyggnad uppfördes på medeltiden och revs 1783.
Nuvarande kyrka uppfördes åren 1782–1784 under ledning av länsbyggmästare Anders Sundström d.ä. efter ritningar av arkitekt Carl Waerner Priem. 7 juni 1789 invigdes kyrkan. Ett kyrktorn vid västra kortsidan byggdes till 1845 efter ritningar av arkitekt Carl-Gustaf Blom-Carlsson.
Kyrkorummet är rymligt och tunnvälvt.

## Inventarier
- Några inventarier kvarstår från medeltidskyrkan. En dopfunt i sandsten är från 1100-talet. Ett processionskrucifix från Limoges i förgylld brons är också från 1100-talet.
- Predikstolen är tillverkad 1783 av Anders Lindberg i Eskilstuna.
- Konstnärerna Kelvin Sommer, Marita Norin och Birgitta Hagnell-Lindén har på 1980-talet gjort altartavla, Kristusskulptur samt altartextilier.
- Tidigare altartavla målad 1791 av Lars Bolander hänger på södra väggen. Tavlan har motivet korsnedtagningen.

### Orgel
- 1849 bygger Gustaf Andersson, Stockholm en orgel med 6 stämmor och en manual.
- 1913 byggde Åkerman & Lund, Sundbybergs köping en orgel med 11 stämmor och två manualer.
- Den nuvarande orgeln är byggd 1972 av Åkerman & Lund, Knivsta. Den är mekanisk.

| Huvudverk I   | Svällverk II      | Pedal        | Koppel |
| Principal 8´  | Rörflöjt 8´       | Subbas 16´   | I/P    |
| Gedackt 8´    | Spetsgamba 8´     | Oktavbas 8´  | II/P   |
| Oktava 4´     | Principal 4´      | Pommer 4´    | II/I   |
| Spetsflöjt 4´ | Gedacktflöjt 4'   | Nachthorn 2' |        |
| Oktava 2'     | Waldflöjt 2'      |              |        |
| Mixtur 3 chor | Scharf 3 chor     |              |        |
|               | Oboe 8'           |              |        |
|               | Tremulant         |              |        |
|               | Crescendosvällare |              |        |

## Bilder

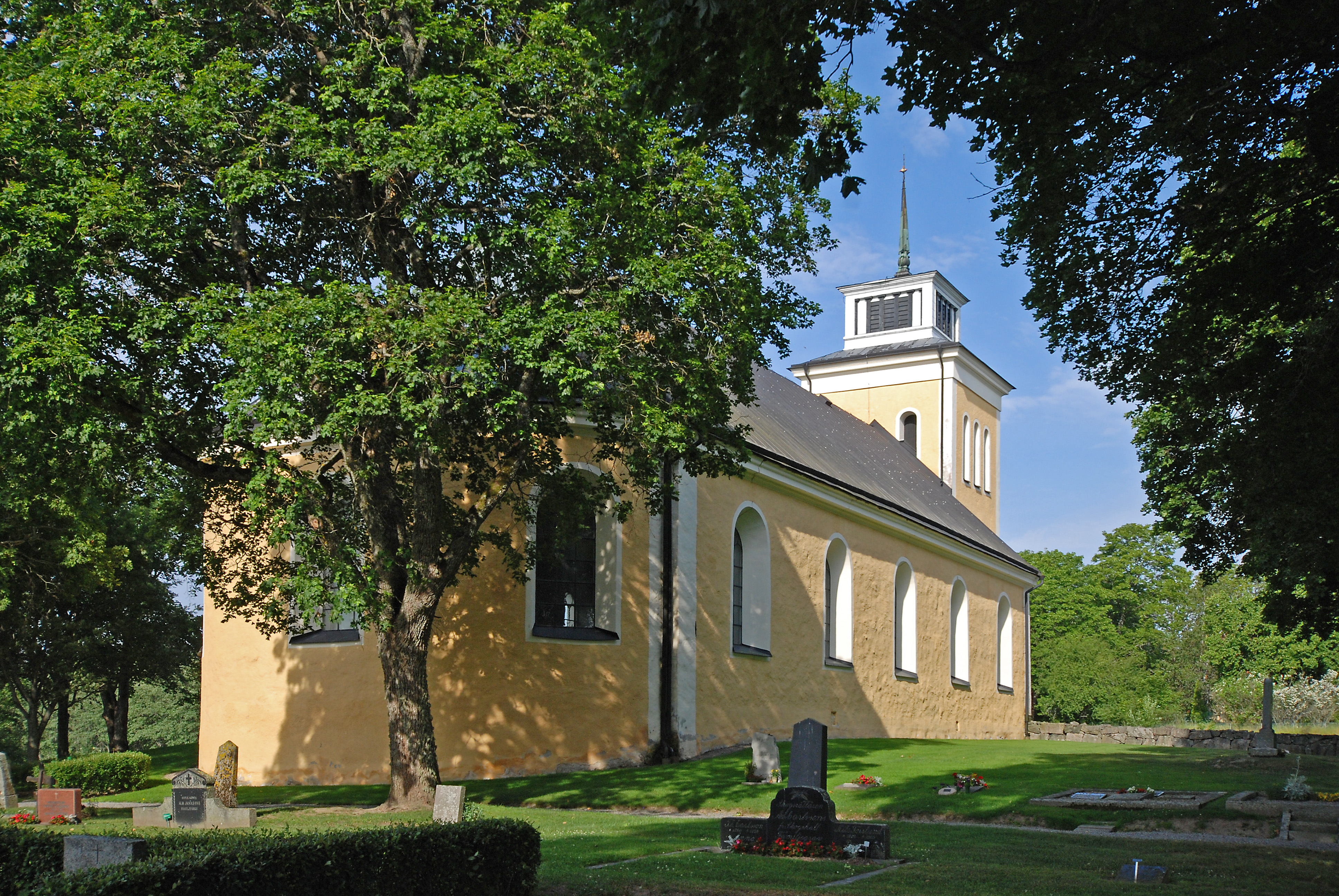
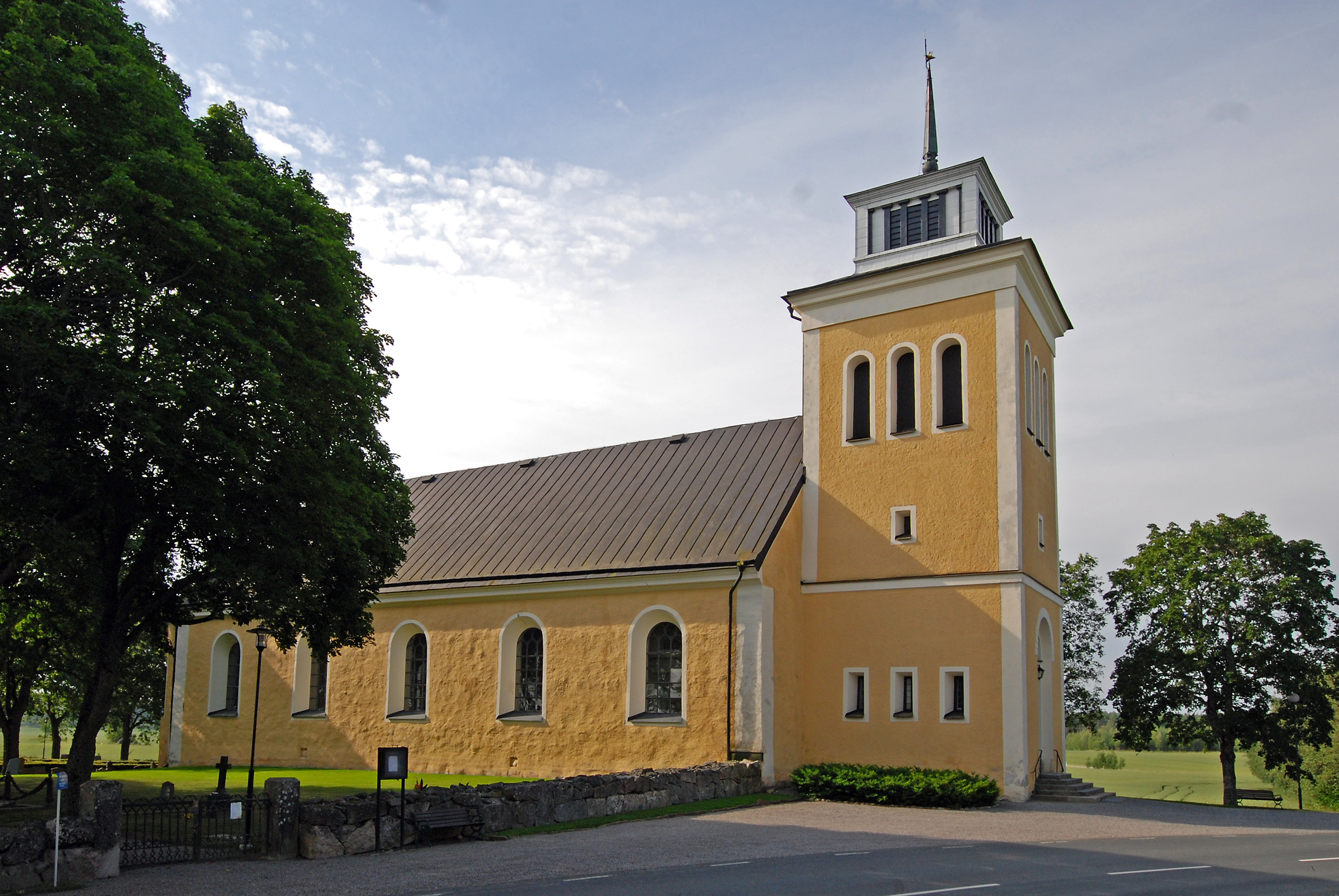

### Webbkällor
- Stenkvista-Ärla församling
- byggnadspresentation